# Starkelsgraben
Der Starkelsgraben ist ein rechter Zufluss der Ruwer in Rheinland-Pfalz, Deutschland. Er entspringt zwischen Bonerath und Lonzenburg auf 420 Meter über NN und mündet bei der Raulsmühle auf 206 Meter über NN. Die Länge beträgt 1,92 Kilometer, das Wassereinzugsgebiet hat eine Größe von 1,62 Quadratkilometern. Ein linker Zufluss ist der 1,02 Kilometer lange Scheisingsgraben.